# (919) Ilsebill
(919) Ilsebill est un astéroïde de la ceinture principale.

## Description
(919) Ilsebill est un astéroïde de la ceinture principale découvert le 30 octobre 1918 par l'astronome allemand Max Wolf depuis l'observatoire du Königstuhl (Heidelberg).

## Nom
Il est nommé d'après un personnage du conte populaire allemand Le Pêcheur et sa femme recueilli par les frères Grimm,.